# Sven Verdonck
Sven Verdonck (* 30. Januar 1988 in Herentals) ist ein belgischer Fußballspieler.
Der Abwehrspieler begann seine Karriere beim KRC Genk in der Ersten Division. Im Sommer 2007 wurde er an den FC Brüssel ausgeliehen, kehrte aber nach einem halben Jahr zurück zu Genk. 2009 wechselte er zu Fortuna Sittard in die niederländische Erste Division. Im April 2010 wurde er bei einer Dopingkontrolle positiv auf Stanozolol getestet und für zwei Jahre gesperrt. Danach stand er beim viertklassigen Witgoor Sport Dessel unter Vertrag. 2013/14 spielte er beim ASV Geel in der zweiten belgischen Liga und kehrte dann zurück zu Dessel.